# 北京公交105路
北京公交105路，是北京市的一条公交线路，由北京公交集团电车客运分公司运营。
105路的前身为1959年开通的5路无轨电车:50，1976年5月1日改为现名:50。
线路大部分与北京地铁4号线平行，穿过民俗风情浓厚的西四南北大街，是西城百姓喜闻乐见的公交线路之一。

## 历史
1959年3月10日：5路无轨电车开通，从西直门出发，经宣武门、和平门到前门，单程7.77公里:50。
1959年11月11日：南端延长到天桥:50。
1967年5月22日：宣武门以南改为经菜市口、珠市口到天桥。
1969年12月25日：北端延长到白石桥:50。
约2000年：更换为BJD-WG120A型双源无轨电车。
2010年：陆续更换为BJD-WG120EK型双源无轨电车。
2012年6月：开始使用BJD-WG120F型双源无轨电车。
2013年12月：开始使用BJD-WG120N2型双源无轨电车。
2020年4月：更换为BJD-WG120FN型无轨电车。

## 沿线站位及周边重要设施
| 车站名称      | 车站名称     | 行政 区划 | 地铁换乘                 | 地铁换乘 | 重要设施                                             |
| 白石桥东 方向 | 天桥方向     | 行政 区划 | 地铁换乘                 | 地铁换乘 | 重要设施                                             |
| ------------- | ------------ | --------- | ------------------------ | -------- | ---------------------------------------------------- |
| 白石桥东      | 白石桥东     | 海淀区    |                          |          | 换乘无轨电车107路、111路                             |
| 动物园        | 动物园       | 西城区    | █ 4号线                  | 动物园   | 北京动物园 动物园交通枢纽 换乘无轨电车102路、103路等 |
| 西直门外      | 西直门外     | 西城区    |                          |          | 凯德MALL·西直门 北京北站                             |
| 西直门内      | 西直门内     | 西城区    | █ 2号线 █ 4号线 █ 13号线 | 西直门   | 西直门宾馆                                           |
| 新开胡同      | 新开胡同     | 西城区    | █ 4号线                  | 新街口   | 西直门教堂                                           |
| 新街口南      | 新街口西     | 西城区    |                          |          | 新街口商场 北京市第三十五中学                        |
| 护国寺        | 护国寺       | 西城区    | █ 4号线 █ 6号线          | 平安里   | 护国寺街                                             |
| 平安里路口南  | 平安里路口南 | 西城区    | █ 4号线 █ 6号线          | 平安里   | 北京市第一五六中学                                   |
| 大红罗厂西口  | 大红罗厂西口 | 西城区    |                          |          | 北京市第三中学                                       |
| 西四路口南    | 西四路口北   | 西城区    | █ 4号线                  | 西四     | 西四胡同群                                           |
| 缸瓦市        | 缸瓦市       | 西城区    |                          |          | 缸瓦市教堂 中国地质博物馆                            |
|               | 甘石桥       | 西城区    | █ 4号线                  | 灵境胡同 | 西单老佛爷百货                                       |
| 西单商场      | 西单商场     | 西城区    | █ 1号线 █ 4号线          | 西单     | 西单文化广场 西单大悦城 君太百货 汉光百货            |
| 西单路口南    | 西单路口南   | 西城区    | █ 1号线 █ 4号线          | 西单     | 华电大厦                                             |
| 宣武门外      | 宣武门内     | 西城区    | █ 2号线 █ 4号线          | 宣武门   | 宣武门教堂 繁星戏剧村                                |
| 校场口        | 校场口       | 西城区    |                          |          | 歙县会馆                                             |
| 菜市口北      | 菜市口北     | 西城区    | █ 4号线 █ 7号线          | 菜市口   | 湖南会馆 绍兴会馆 谭嗣同故居                         |
| 果子巷        |              | 西城区    |                          |          |                                                      |
| 虎坊桥路口西  | 虎坊桥路口南 | 西城区    |                          |          | 湖广会馆 北京工人俱乐部                              |
| 永安路        | 永安路       | 西城区    |                          |          | 北京前门建国饭店                                     |
| 友谊医院东    | 友谊医院东   | 西城区    |                          |          | 北京友谊医院                                         |
| 天桥          | 天桥         | 西城区    | █ 8号线                  | 天桥     | 天桥剧场 国家自然博物馆                              |